# Киперорт
Киперорт — полуостров на северном побережье Финского залива, в Выборгском районе Ленинградской области, в западной части Карельского перешейка. Северную часть полуострова занимает ООПТ «Государственный природный комплексный заказник Выборгский».

## География
Протяжён в направлении северо-северо-запад на расстояние около 18 километров. Омывается водами Ключевской бухты с северо-востока и пролива Бьёркезунд с юго-запада. В северо-восточное побережье полуострова глубоко врезается бухта Заметная, юго-западное побережье не изрезано. На оконечности полуострова располагается озеро Большое, длиной — ок. 1,2 км, шириной — ок. 200 м. Самая северная точка полуострова — мыс Летний.

## История
Являясь естественным препятствием, закрывающим вход в Выборгский залив, омывающие воды полуострова не раз становились ареной морских сражений.

## Название
В освещении военных действий российского флота против шведского в июне 1790 года полуостров упоминается как мыс Киперорт. Название происходит от швед. Kyperort.
После того, как в 1917 году Великое княжество Финляндское получило независимость и стало Финляндией полуостров получил название Койвисто (фин. Koivisto — берёзовый). В 1944 году полуостров перешёл в состав Советского Союза и в 1948 году был переименован в Киперорт.

## Населённые пункты
У основания полуострова расположены крупные посёлки Манола на юго-западном побережье и Прибылово на северо-восточном. Далее по юго-западному побережью лежат населённые пункты Вязы и Годуновка, по северо-восточному — Каменка. Также южная часть полуострова густо покрыта зонами дачной застройки.